# リック・ガトームソン
リッキー・リー・ガトームソン（Rickey Lee Guttormson, 1977年1月11日 - ）は、アメリカ合衆国カリフォルニア州出身の元プロ野球選手（投手）。

## 来歴

### プロ入り前
アナコルテス高校卒業後、ワシントン州リンウッドのエドモンズコミュニティ大学に入学する。

### パドレス・マリナーズ時代
1997年7月のMLBドラフトにて、サンディエゴ・パドレスに22巡目、全体の680位で指名され入団する。入団後はマイナーリーグと独立リーグの球団を渡り歩くことになる。
2004年までMLBでのプレー経験がなかったが、この年先発からリリーフに転向してAA級で25セーブと活躍、さらに同年冬に参加したベネズエラのウィンターリーグでも活躍し、2005年、シアトル・マリナーズのスプリングトレーニングに招待選手と参加することになった。初めてMLBでプレーするチャンスであったが、40人ロースター枠には残れず、AAAへ降格となる。
しかし、この活躍に目をつけていたヤクルトスワローズが、当時チームの先発陣に怪我などが相次いだこともあり、ガトームソンと契約を結ぶことを決めた。

### ヤクルト時代
2005年にヤクルトに入団後、まずは二軍で登板したが、4試合で防御率8.25と散々な成績であった。ところが、一軍先発陣の台所事情が火の車であったことから一軍に昇格。すると16試合の先発で8勝5敗、防御率4.18の成績をあげ、見事先発ローテーション投手としての役割を果たした。完投はなかったが、打者として中日ドラゴンズの川上憲伸から本塁打を放っている。
2006年5月25日、対東北楽天ゴールデンイーグルス戦（明治神宮野球場）にて、プロ野球史上72人目（83回目、交流戦では初）となるノーヒットノーランを達成。許したランナーは遊撃の失策（1回）と四球（5回）による2人。マイナー時代を含めて自身初の完封がノーヒットノーランとなった。しかしこの快挙の翌日には、外国人枠の関係で採用していた変則ローテーションのためディッキー・ゴンザレスと入れ替わりに登録を抹消されている。
結局、勝利数は2桁には届かなかったものの、防御率はリーグ6位の2.85を記録した。変則ローテーションに不満を持っていた為、このオフの契約交渉でヤクルトに2年総額7億という莫大な要求を突きつけ、交渉決裂。自由契約選手となる。また、この年も打者として広島の林昌樹から本塁打を放っている。

### ソフトバンク時代
2006年12月14日、福岡ソフトバンクホークスが獲得を発表。2年契約で、出来高を含み2億5000万円程度の契約と見られている。
2007年3月9日、その日オープン戦初登板を予定していたが、朝食のチーズをナイフで切っていたところ、誤って自分の指を切り、登板を回避するというアクシデントを起こしたため、王貞治監督から厳重注意を受けた。
8月10日、NPBの根來泰周コミッショナー代行は、ガトームソンが7月13日の対千葉ロッテマリーンズ13回戦で行われたドーピング検査で禁止薬物（フィナステリド）に陽性反応を示した事、それに伴い本人に対して同日より20日間の出場停止処分、所属球団のソフトバンクに対して制裁金750万円を科した事を発表した。2007年より本格的に開始された日本プロ野球でのドーピング検査で違反者が出た初めての事例。これを受けて球団は、ガトームソンは2007年2月に行われたキャンプでのドーピング説明会で球団側にフィナステリドを含む育毛剤の服用を申請したが、球団がNPB側への照会を怠ったため服用を続けたと説明した。その後の球団による聞き取り調査で、ガトームソンがヤクルト所属当時にフィナステリドが禁止薬物に該当するとの警告を受けていた事が確認されたことが発表された。ちなみにフィナステリドは2009年1月1日に世界アンチ・ドーピング機構（WADA）の禁止リストから除外されている。
この年は5勝に終わり、右肩の故障を抱えているなどの事情もあり2年目の契約を残して解雇されることが濃厚と見られていたが、一転残留となった。
2008年のシーズン開幕当初は、故障したクローザーの馬原孝浩に代わって起用されたが、ほどなくして先発に固定される。5月28日の対横浜ベイスターズ戦（新大分球場）では、投手では交流戦史上初となる場外ホームランを三浦大輔から左翼へ放った。 試合は雨天コールドとなりそのまま完投勝利。このまま好調で行くかと思った矢先の8月6日、ブルペンで投げ込み中に右足を痛めそのまま離脱（代わりに髙橋秀聡が登板）、9月に復帰したものの5勝7敗と、前年とほとんど同じ成績に終わった。このため、10月12日にジェイソン・スタンドリッジ、ジェレミー・パウエル、C・J・ニコースキー、マイケル・レストビッチと共に戦力外通告を受ける。

### 韓国プロ野球時代
2009年1月21日、起亜タイガースと契約。公式戦では13勝をあげ、チームの12年ぶりの韓国シリーズ優勝に大きく貢献した。だがシーズン終盤に球威が落ち、韓国シリーズで活躍できなかったことなどにより、球団の評価は低く2009年限りで解雇された。

### フィリーズ時代
2010年3月2日、フィラデルフィア・フィリーズとマイナー契約し、2005年以来5年ぶりにアメリカ球界へ復帰することになる。しかし、同月中に解雇された。2011年オフにはメキシカン・ウインターリーグに参加したが、その後は野球と離れた仕事をしている。

## プレースタイル
常時150km/h近いストレートと切れのあるスライダー・チェンジアップを投げる本格派投手。コントロールもよく四球もかなり少ない。また打撃も良く、NPBでは通算で3本の本塁打を放っている。

## 詳細情報

### 年度別投手成績
| 年 度    | 球 団        | 登 板 | 先 発 | 完 投 | 完 封 | 無 四 球 | 勝 利 | 敗 戦 | セ 丨 ブ | ホ 丨 ル ド | 勝 率 | 打 者 | 投 球 回 | 被 安 打 | 被 本 塁 打 | 与 四 球 | 敬 遠 | 与 死 球 | 奪 三 振 | 暴 投 | ボ 丨 ク | 失 点 | 自 責 点 | 防 御 率 | W H I P |
| -------- | ------------ | ----- | ----- | ----- | ----- | -------- | ----- | ----- | -------- | ----------- | ----- | ----- | -------- | -------- | ----------- | -------- | ----- | -------- | -------- | ----- | -------- | ----- | -------- | -------- | ------- |
| 2005     | ヤクルト     | 16    | 16    | 0     | 0     | 0        | 8     | 5     | 0        | 0           | .615  | 418   | 97.0     | 102      | 9           | 30       | 3     | 3        | 62       | 0     | 1        | 46    | 45       | 4.18     | 1.36    |
| 2006     | ヤクルト     | 25    | 25    | 2     | 1     | 0        | 9     | 10    | 0        | 0           | .474  | 698   | 173.2    | 145      | 9           | 38       | 3     | 7        | 127      | 3     | 1        | 62    | 55       | 2.85     | 1.05    |
| 2007     | ソフトバンク | 22    | 21    | 1     | 0     | 0        | 5     | 7     | 0        | 0           | .417  | 590   | 143.0    | 138      | 10          | 28       | 1     | 9        | 89       | 2     | 0        | 62    | 56       | 3.52     | 1.16    |
| 2008     | ソフトバンク | 18    | 13    | 2     | 0     | 0        | 5     | 7     | 0        | 0           | .417  | 426   | 100.0    | 104      | 11          | 35       | 5     | 4        | 51       | 0     | 2        | 48    | 45       | 4.05     | 1.39    |
| 2009     | 起亜         | 26    | 25    | 0     | 0     | 0        | 13    | 4     | 0        | 0           | .765  | 667   | 161.1    | 149      | 15          | 46       | 2     | 8        | 95       |       |          | 61    | 58       | 3.24     | 1.21    |
| NPB：4年 | NPB：4年     | 81    | 75    | 5     | 1     | 0        | 27    | 29    | 0        | 0           | .482  | 2132  | 513.2    | 489      | 39          | 131      | 12    | 23       | 329      | 5     | 4        | 218   | 201      | 3.52     | 1.21    |
| KBO：1年 | KBO：1年     | 26    | 25    | 0     | 0     | 0        | 13    | 4     | 0        | 0           | .765  | 667   | 161.1    | 149      | 15          | 46       | 2     | 8        | 95       |       |          | 61    | 58       | 3.24     | 1.21    |

- 各年度の太字はリーグ最高

### 記録
NPB投手成績
- 初登板・初先発：2005年5月22日、対オリックス・バファローズ3回戦（明治神宮野球場）、6回1失点
- 初奪三振：同上、1回表に早川大輔から空振り三振
- 初勝利・初先発勝利：2005年5月31日、対オリックス・バファローズ4回戦（大阪ドーム）、6回1/3を2失点
- 初完投勝利・初完封勝利：2006年5月25日、対東北楽天ゴールデンイーグルス5回戦（明治神宮野球場）　※史上72人目のノーヒットノーラン

NPB打撃成績
- 初安打：2005年6月28日、対読売ジャイアンツ6回戦（東京ドーム）、4回表に内海哲也から左前安打
- 初本塁打・初打点：2005年8月2日、対中日ドラゴンズ12回戦（ナゴヤドーム）、7回表に山本昌から左越ソロ

### 背番号
- 34 （2005年 - 2006年）
- 43 （2007年 - 2008年）
- 50 （2009年）